# Katarzyna Adamczewska-Sowińska
Katarzyna Maria Adamczewska-Sowińska (ur. 1962) – polska profesor nauk rolniczych, agronom. Specjalizuje się w zagadnieniach z zakresu ogrodnictwa, w tym warzywnictwa. Kierownik, profesor nadzwyczajny i wykładowca w Katedrze Ogrodnictwa na Wydziale Przyrodniczo-Technologicznym Uniwersytetu Przyrodniczego we Wrocławiu.

## Życiorys
Doktoryzowała się w 1995 roku na Wydziale Rolniczym Akademii Rolniczej we Wrocławiu na podstawie pracy zatytułowanej Badania nad opracowaniem technologii produkcji pora na zbiór wczesny, habilitację uzyskała dziesięć lat później na Wydziale Ogrodnictwa i Architektury Krajobrazu Uniwersytetu Przyrodniczego w Lublinie na podstawie rozprawy Zastosowanie żywych ściółek w uprawie pomidora i papryki oraz ich wpływ następczy na plonowanie selera korzeniowego i marchwi jadalnej.
Tytuł profesora nauk rolniczych nadano jej w 2012 roku.
Współautorka książki pt. Produkcja ogrodnicza w województwie dolnośląskim: stan obecny i perspektywy rozwoju .

## Wybrane prace naukowe
- Evaluation of winter hardiness of late leek cultivars grown under perforated plastic foil and non-woven polypropylene fabric covers[5]
- Zastosowanie herbicydu Dancor 70 WG do zwalczania chwastów w uprawie pomidora[6]
- Suitability of Entec 26 as a Source of Nitrogen for Red Beet and Celeriac[7]